# 5344 Ryabov
5344 Ryabov è un asteroide della fascia principale. Scoperto nel 1978, presenta un'orbita caratterizzata da un semiasse maggiore pari a 2,7012250 UA e da un'eccentricità di 0,1654319, inclinata di 7,08378° rispetto all'eclittica.